# Церква Різдва Пресвятої Богородиці (Чекалов)
Церква Різдва Пресвятої Богородиці  (рос. Церковь Рождества Пресвятой Богородицы) — православний храм на честь Пресвятої Богродиці. Розташований на хуторі Чекалов Морозовського району, Ростовської області. Належить до Ростовської та Новочеркаської єпархій Московського патріархату.

## Історія
Перша згадка про церкву відноситься до 1859 року, коли її звели зусиллями парафіян. 1881 року храм розширили за рахунок добудови північного й південного приділів. 1885 року було затверджено постійний причт, до складу якого входили два священики та два псаломники. Вже 1897 року парафіяни порушили питання будівництва нового храму, в березні того ж року на ім'я благочинного протоієрея Івана Попова був написаний лист із клопотанням про дозвіл на будівництво нової церкви. Процес збирання пожертв і зведення храму відбувався від 1897 до 1913 року.
10 лютого 1913 року будівництво завершилось, а 5 травня храм був освячений. Після цього стару дерев'яну будівлю передали парафіянам хуторів Покровського та Срібного. Храм із часом розширювався, згодом були освячені нові бічні вівтарі: лівий — в ім'я Святого Миколая Чудотворця — 11 січня 1914 року, правий — в ім'я Преподобного Серафима Саровського — 1916 року. Навколо церкви встановили огорожу, яку демонтували 1948 року.
Після завершення війни й до початку 1990-их років в будівлі храму розміщувався склад, де зберігались олійні та зернові культури. Після того почалась реконструкція церкви, що триває дотепер.